# Barcelona Bóxers
I Barcelona Bóxers sono stati una squadra di football americano di Barcellona, in Spagna.

## Storia
Fondati nel 1988, hanno vinto 4 titoli catalani maschile e 3 supercoppe catalane.

## Dettaglio stagioni

### Tornei internazionali

#### Euro Cup
| Stagione | regular season | regular season | regular season | regular season | regular season | regular season | playoff | playoff | playoff | playoff | playoff | playoff   | playoff    |
|          | Vin            | Par            | Per            | Tot            | PF             | PS             | Vin     | Per     | Tot     | PF      | PS      | risultato | avversaria |
| -------- | -------------- | -------------- | -------------- | -------------- | -------------- | -------------- | ------- | ------- | ------- | ------- | ------- | --------- | ---------- |
| 1996     | -              | -              | -              | -              | -              | -              | -       | -       | -       | -       | -       | -         | -          |
| Totale   | -              | -              | -              | -              | -              | -              | -       | -       | -       | -       | -       |           |            |

Fonti: Sito Eurobowl.info Archiviato il 19 ottobre 2017 in Internet Archive.

## Palmarès
- 4 Campionati catalani (1990, 1992, 1993, 1994)
- 3 Supercoppe catalane (1989, 1991, 1994)
- 1 Coppa catalana (1999)